# Marcel Blanchard
Marcel Blanchard, né le 23 mars 1890 à Amiens et mort pour la France près de Carency dans le département du Pas-de-Calais le 19 juin 1915, est un poète français du XXe siècle. Son nom est inscrit au Panthéon dans la liste des 560 écrivains morts pour la France.

## Biographie
Marcel Blanchard, né le 23 mars 1890 à Amiens, est le fils de Hippolyte Alexandre Blanchard (1851-1923) professeur au lycée d'Amiens et de Louise Appoline Lafoscade (1864-1926).
Issu d'une famille d'enseignants au lycée et à l'université, il fait ses études au lycée d'Amiens puis prépare le concours de l'École normale supérieure au lycée Louis-le-Grand à Paris.
Après son admission à l'École normale supérieure en 1909,, il doit s'engager dans l'armée pour une durée de cinq ans et accomplir une première année de service militaire immédiatement. Il signe son engagement à Amiens le 9 octobre 1909 et intègre le 33e régiment d'infanterie et nommé caporal en avril 1910.
Il commence ses études à l'École normale supérieure en octobre 1910 et fait paraitre à cette époque un premier recueil de vers, Les Rumeurs de la galère. L'année suivante, après un voyage d'études le long de la frontière de l'Est de la France et des champs de bataille de 1870, il écrit un autre recueil de poésie, La Grande guerre. Charles Le Goffic dira en 1916 qu'il y avait dans ces vers « comme un souffle prophétique » et que « nul homme n'a lu plus clairement dans son destin ». 
Il obtient la licence ès lettres et un diplôme d'études supérieures avec un mémoire sur L'Hexamètre catastichon de Catulle. 
La Première Guerre mondiale éclate au moment où il vient d'être déclaré admissible à l'agrégation. Il est mobilisé en août 1914 comme sous-lieutenant, chargé du service téléphonique au 231e régiment d'infanterie et participe à la bataille de la Marne et à la bataille de Crouy. Il est promu lieutenant en février 1915 à la compagnie de mitrailleuses de la 110e brigade,. 
Envoyé dans le Pas-de-Calais lors de la bataille de l'Artois, il est tué par un obus, sur la route de Béthune, « au poste de commandement face au boyau 123 » près de Carency le 19 juin 1915,,.
Lorsqu'il est décoré chevalier de la légion d'honneur à titre posthume en 1920, la citation rappelle qu'il a été un « officier de haute valeur et de haute intelligence. A pris part à la bataille de la Marne, a assisté aux combats du 8 au 12 octobre et du 8 au 11 janvier comme officier mitrailleur. A été nommé lieutenant pour sa belle conduite et ses belles qualités militaires. Désigné pour faire partie de la compagnie de mitrailleuses de brigade, a soutenu courageusement par son exemple les hommes qu'il dirigeait dans les tranchées de première ligne du 31 mai au 6 juin, et a été tué à son poste de combat en seconde ligne, le 19 juin 1915 ».
Ses proches le font inhumer au cimetière du Montparnasse à Paris le 3 avril 1922.

## Distinctions
- 1916 : Académie française - Prix Archon-Despérouses pour La Grande guerre[14]
- Chevalier de la Légion d'honneur, à titre posthume, décret du 23 juin 1920[13]

## Hommages
- Le nom de Marcel Blanchard est inscrit au Panthéon dans la liste des 560 écrivains morts pour la France[15].
- Son nom figure sur la plaque commémorative 1914-1918 du lycée Louis Thuillier et du stade Moulonguet à Amiens, du lycée Louis-Le-Grand, de l'École Normale Supérieure et de la Sorbonne à Paris, sur l'Anneau de la Mémoire du Mémorial international Notre-Dame-de-Lorette à Ablain-Saint-Nazaire et le monument aux morts de la Ville de Paris[16].
- Citation du 2 juillet 1915 : « Le lieutenant-colonel a le regret douloureux de porter à la connaissance du régiment la mort de M. le lieutenant Blanchard, autrefois officier à la C.M.R., passé depuis à la compagnie de mitrailleuses de la brigade créée récemment. Cet officier est mort à son poste de combat, écrasé sous un obus ennemi ; c'est une perte pour l'armée, privée d'un de ses très bons officiers ; c'est une perte pour la science, privée d'un homme de grande valeur intellectuelle et morale, c'est une perte pour le pays, privé d'un de ses meilleurs enfants. Le lieutenant-colonel est certainement l'interprète de tout le régiment en adressant ses adieux émus au lieutenant Blanchard mort pour la patrie ».

## Œuvres principales
- Les Rumeurs de la galère, poésies, 1910[17]
- La Grande guerre, poésies, 1912